# Clement Matchett's Virginal Book
Il Clement Matchett's Virginal Book è un manoscritto musicale del tardo rinascimento compilato da un giovane di Norfolk nel 1612. Anche se si tratta di una breve antologia, è degno di nota non solo per la qualità della sua musica, ma anche per la precisa diteggiatura con indicazioni che rivelano il trattamento contemporaneo del fraseggio e dell'articolazione. Inoltre, il manoscritto è particolare in quanto ogni pezzo reca la data esatta della sua copia.

## Il manoscritto
Il manoscritto misura circa 15 per 19 centimetri. Esso è in ottime condizioni e mantiene la sua originale rilegatura. Risulta formato da diversi fogli di carta ruvida piegata, incollato e cucito ad una striscia di pergamena per formare il dorso. Il manoscritto contiene 32 coppie di fogli scritti a mano, con un pentagramma di sei righi, in cui si trovano dodici brevi pezzi scritti in uno stile molto pulito.
Nel primo foglio vi è la scritta: Clement Matchett è proprietario di questo libro dal 1613, con una tabella dei contenuti nel verso della pagina. Il secondo porta un risguardo con il Gamut. Il risguardo finale ha una parte di versi in rima. Il manoscritto è datato precisamente sulla terza pagina di copertina: Iste liber per me Clement Matchett eiusdem possessorem compositus fuit in Anno Domini 1612/mense augustaneo/1612.
Il manoscritto è ora nelle collezioni di Panmure House ad Aberdeen (Scozia), sede del conte di Dalhousie, con il numero di catalogo En 9.448. È possibile che il manoscritto sia giunto in Scozia attraverso Duncan Burnett (circa 1590-1651), un musicista di Glasgow la cui musica è anche nella collezione di Panmure House, e che potrebbe essere correlata ad un altro Duncan Burnett, medico di Norwich, città natale di Clemente Matchett.

## L'autore
Clement Matchett nacque a Norwich, Norfolk, nel 1593, figlio di un maestro di scuola. Studiò a Norwich e si iscrisse poi al Gonville and Caius College di Cambridge dove studiò legge. Da allora nulla si sa più della sua vita.

## Contenuto
Molti dei pezzi contenuti figurano anche in altre fonti, ma i numeri 3, 8 e 12 sono unici del manoscritto, l'ultimo dei quali è il solo conosciuto pezzo per tastiera di John Wilbye:
1. My Ladyes left hande (August 13, 1612)
2. Nans thinge (August 13, 1612)
3. Tille valle Monye growe (August 14, 1612)
4. The whislinge Carman (Mr. Byrde, August 14, 1612)
5. Mounsiers Allmayne (Mr. Byrde, August 16, 1612)
6. Farwell delighte: Fortune my Foe (Mr. Byrde, August 19, 1612)
7. The Ghoste (Mr. Byrde, August 20, 1612)
8. My Choice I will not Change (Mr. Bull, August 24, 1612)
9. Preludium (August 24, 1612)
10. A Grownde (August 24, 1612)
11. Pegge Ramsye [John Bull] (August 25, 1612
12. The Frogge John Dowland, [set by] Mr. Willoughbye, August 25, 1612